# 크리스천 스기오노
크리스티안 수기오노(Christian Sugiono, 1981년 2월 25일 ~ )는 인도네시아의 배우이다.
인도네시아인 아버지와 독일인 어머니 사이에서 태어났다.